# 籠山京
籠山 京（篭山 京、かごやま たかし、1910年11月15日 - 1990年6月16日）は、日本の衛生学者。
長崎県南高来郡小浜町（現・雲仙市）出身。1934年慶應義塾大学医学部卒。1938年「煖房に関する衛生気象学的研究」で医学博士。慶大講師、満鉄衛生研究所員、1944年同衛生試験所長。引き上げ後、中央労働学園大学教授、法政大学教授、1952年北海道大学教授。1969年上智大学教授。1981年定年、名誉教授。社会保障制度審議会委員など。1976年、著書の『戦後日本における貧困層の創出過程』について日本生活学会賞受賞、1983年勲二等瑞宝章受勲。著作集全8巻がある。
貧困層を調査、最低生活費について研究した。1959年の朝日訴訟では厚生省側の証人として出廷するが、生活保護基準が低すぎると証言した。
1990年6月16日午前2時、小田原市の特別養護老人ホームで死去。79歳没。

## 著書
- 『勤労者休養問題の研究』千倉書房 1944
- 『労働年齢論』伊藤書店 1944
- 『家庭生活』社会科文庫 三省堂 1949
- 『労働科学論』七星閣 1949
- 『労働と休養』光生館 1950
- 『貧困と人間』河出書房 1953
- 『家庭の経営と管理』光生館 1958
- 『生活経営学』光生館 1968
- 『低所得層と被保護層』ミネルヴァ書房 社会福祉選書 1970
- 『戦後日本における貧困層の創出過程』東京大学出版会 1976
- 『公的扶助論』光生館 社会福祉選書 1978
- 『怠けのすすめ』農山漁村文化協会 1980
- 『籠山京著作集』全8巻　ドメス出版

第1巻 ボランタリー・アクション バタヤの解放 1981
第2巻 (最低生活費研究)　1982
第3巻 (貧困と人間) 1983
第4巻 (生活調査) 1985
第5巻 (国民生活の構造) 1984
第6巻 (貧困児の教育).1984
第7巻 (漁村の貧困) 1985
第8巻 (労働と休養) 1985

### 共編著
- 『家庭経済論』中鉢正美共著 国土社 1950
- 『生活教育』編 国土社 1956
- 『家庭管理学』共著 光生館 1957
- 『教育実践講座 第9巻 技術教育の実践 家庭編』編 国土社 1958
- 『生活衛生学』原島進共編 光生館 1958
- 『技術革新と技術教育』編 東京出版 技術革新と労働問題シリーズ 1959
- 『家庭経済学』大河内一男共著 光生館 1960
- 『社会保障の近代化』編 勁草書房 1967
- 『新家庭管理学』編 光生館 1967
- 『公的扶助制度比較研究』江口英一,田中寿共著 光生館 1968
- 『女工と結核』編集・解説 光生館 生活古典叢書 1970
- 『公衆衛生 その基本問題』編 至誠堂 現代社会保障叢書 1972
- 『社会福祉論』江口英一共著 光生館 社会福祉選書 1974
- 『大都市における人間構造』編 東京大学出版会 1981

記念論文集
- 『社会福祉と生活構造 籠山京教授還暦記念』光生館 1972

## 論文
- <籠山京
- ＜篭山京